# Howard Bison

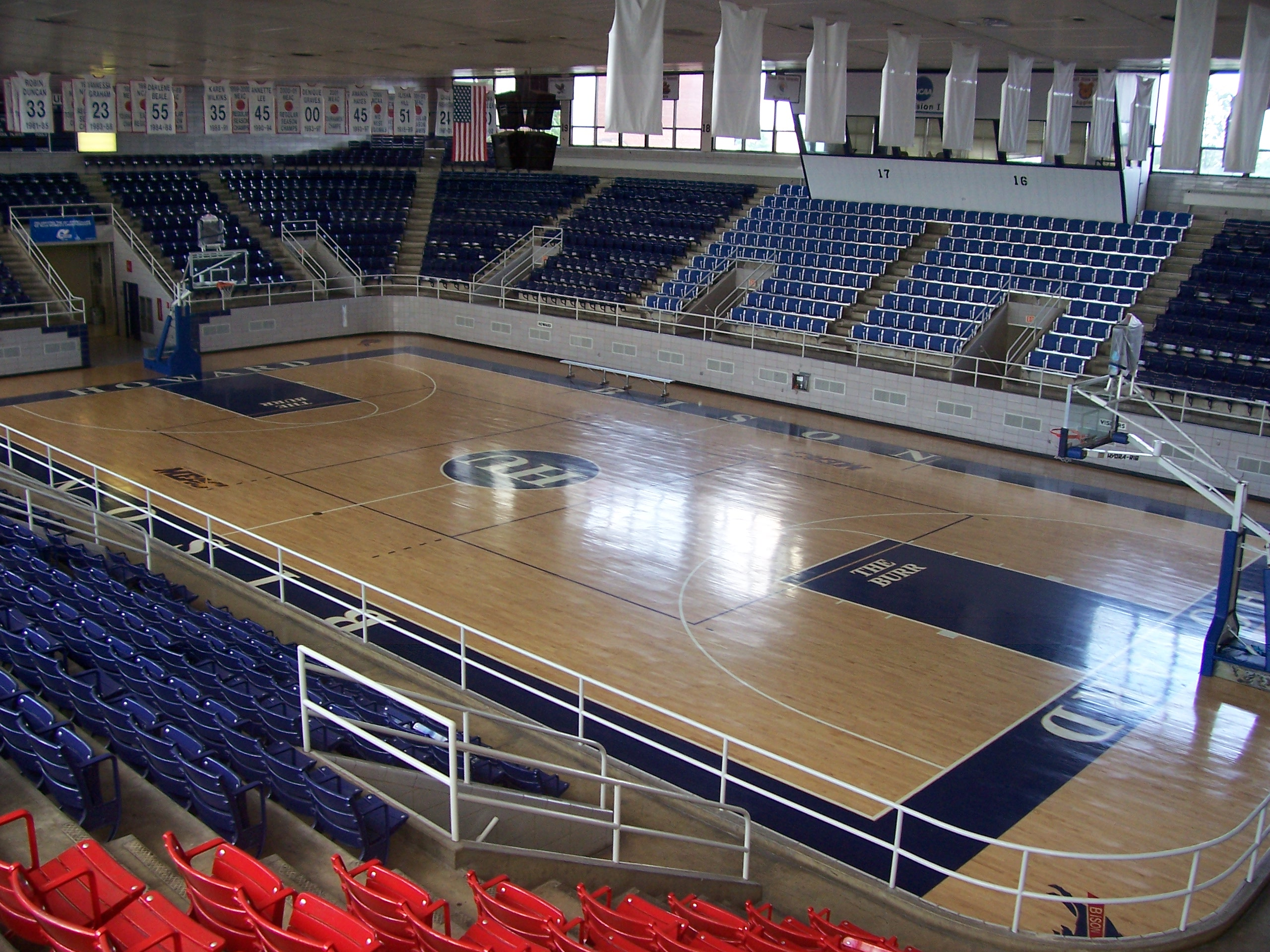
Burr Gymnasium.

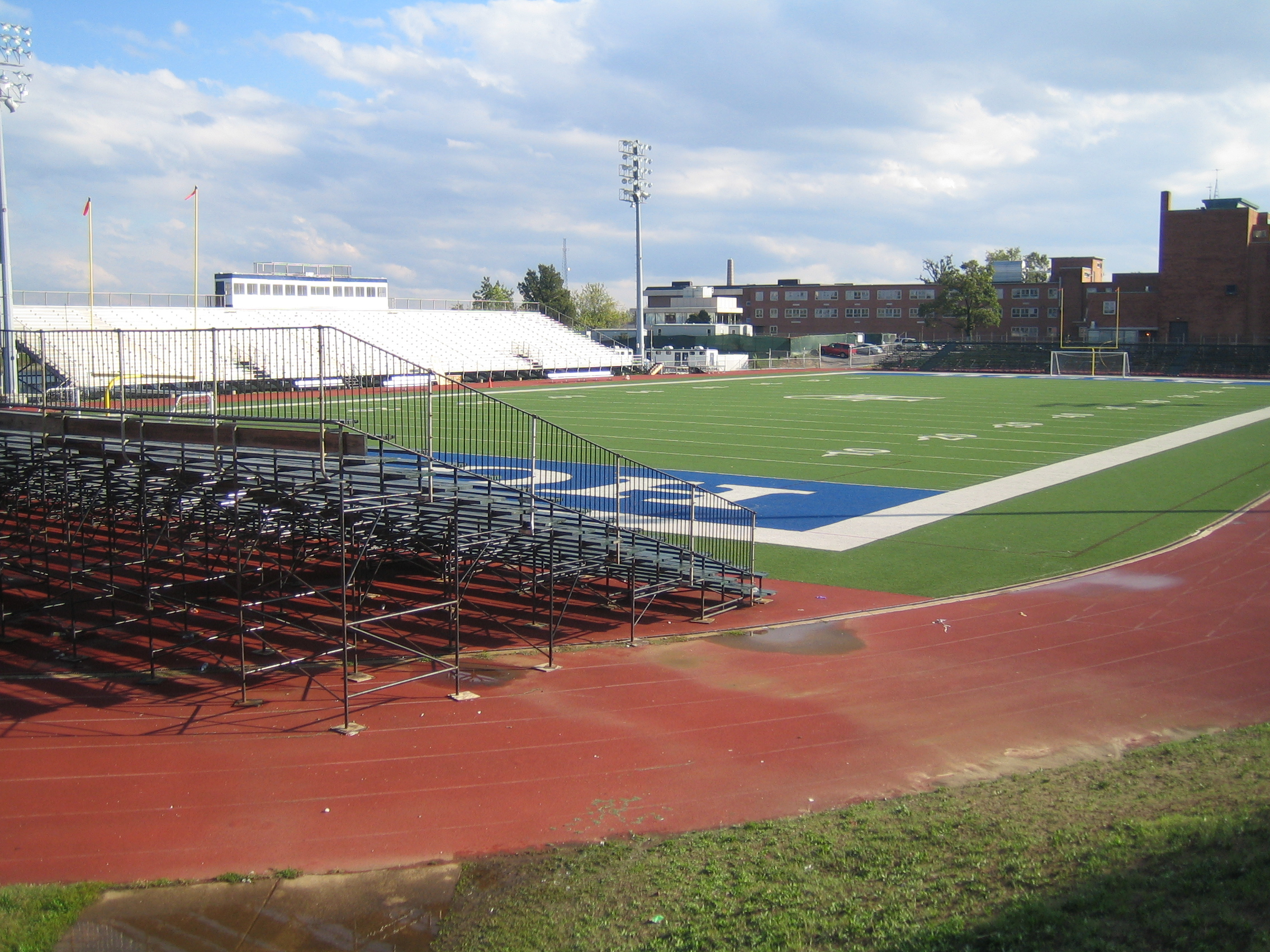
Greene Stadium.

Howard Bison y Lady Bison (español: los bisones de Howard) es el nombre de los equipos deportivos de la Universidad Howard, situada en Washington D. C. Los equipos de los Bison participan en las competiciones universitarias organizadas por la NCAA, y forman parte de la Mid-Eastern Athletic Conference (MEAC). Siete equipos en deportes no patrocinados por el MEAC compiten en la Northeast Conference: fútbol masculino y femenino, golf masculino y femenino, lacrosse femenino y natación masculina y femenina.

## Programa deportivo
Los Bison compiten en 8 deportes masculinos y en 11 femeninos. Howard agregará golf masculino y femenino en el año escolar 2020–21, con seis años de financiamiento garantizados por la estrella de la NBA Stephen Curry.
| - Masculino - Atletismo - Atletismo cubierta - Baloncesto - Cross - Fútbol - Fútbol americano - Natación - Tenis | - Femenino - Atletismo - Atletismo cubierta - Baloncesto - Bowling - Cross - Fútbol - Lacrosse - Natación - Sóftbol - Tenis - Voleibol |

## Instalaciones deportivas
- Burr Gymnasium es el pabellón donde disputan sus partidos los equipos de baloncesto. Fue inaugurado en 1963 y tiene una capacidad para 2.700 espectadores.[2]
- William H. Greene Stadium, es el estadio donde disputan sus encuentros los equipos de fútbol y  fútbol americano. Inaugurado en 1926, tiene una capacidad para 7.026 espectadores.[3]